# Jagad av skräck
Jagad av skräck (alternativ titel: Levande begravd, engelska: The Premature Burial) är en amerikansk skräckfilm från 1962 i regi av Roger Corman. Manuset skrevs av Charles Beaumont och Ray Russell efter Edgar Allan Poes novell Levande begraven från 1844.
Filmen var den tredje av Cormans Poe-filmatiseringar (efter Gäst i skräckens hus och Dödspendeln), och den enda utan Vincent Price i huvudrollen. Den följdes av En studie i skräck (1962), Korpen (1963), Skri av fasa (1963), De blodtörstiga (1964) och Mannen i vaxkabinettet (1965).
Den senare berömda regissören Francis Ford Coppola var regiassistent vid inspelningen av filmen.

## Rollista
- Ray Milland – Guy Carrell
- Hazel Court – Emily Gault
- Richard Ney – Miles Archer
- Heather Angel – Kate Carrell
- Alan Napier – Dr. Gideon Gault
- John Dierkes – Sweeney
- Dick Miller – Mole
- Clive Halliday – Judson
- Brendan Dillon – Minister